# Vidovica
Vidovica is een plaats in Slovenië en maakt deel uit van de gemeente Podčetrtek in de NUTS-3-regio Savinjska. De plaats telde 59 inwoners op 1 januari 2020.